# Traumbild 1
Traumbild 1 ist eine Komposition von Johann Strauss Sohn (ohne Opus-Nummer). Sie wurde am 21. Januar 1900 im Konzertsaal des Wiener Musikvereins erstmals aufgeführt.

## Einzelnachweis
1. ↑  Quelle: Englische Version des Booklets (Seite 109) in der 52 CDs umfassenden Gesamtausgabe der Orchesterwerke von Johann Strauß (Sohn), Hrsg. Naxos (Label). Das Werk ist als zehnter Titel auf der 41. CD zu hören.